# Ion Andoni Goikoetxea
Ion Andoni Goikoetxea (sinh ngày 21 tháng 10 năm 1965) là một cầu thủ bóng đá người Tây Ban Nha.

## Đội tuyển bóng đá quốc gia
Ion Andoni Goikoetxea thi đấu cho đội tuyển bóng đá quốc gia Tây Ban Nha từ năm 1990 đến 1996.

## Thống kê sự nghiệp
| Đội tuyển bóng đá Tây Ban Nha | Đội tuyển bóng đá Tây Ban Nha | Đội tuyển bóng đá Tây Ban Nha |
| Năm                           | Trận                          | Bàn                           |
| ----------------------------- | ----------------------------- | ----------------------------- |
| 1990                          | 4                             | 0                             |
| 1991                          | 5                             | 0                             |
| 1992                          | 5                             | 0                             |
| 1993                          | 5                             | 0                             |
| 1994                          | 11                            | 3                             |
| 1995                          | 5                             | 1                             |
| 1996                          | 1                             | 0                             |
| Tổng cộng                     | 36                            | 4                             |

| # | Ngày                 | Địa điểm                         | Đối thủ  | Bàn thắng | Kết quả | Giải đấu            |
| - | -------------------- | -------------------------------- | -------- | --------- | ------- | ------------------- |
| 1 | 17 tháng 6 năm 1994  | Cotton Bowl, Dallas, Hoa Kỳ      | Hàn Quốc | 2–0       | 2–2     | World Cup 1994      |
| 2 | 21 tháng 6 năm 1994  | Soldier Field, Chicago, Hoa Kỳ   | Đức      | 1–0       | 1–1     | World Cup 1994      |
| 3 | 30 tháng 11 năm 1994 | La Rosaleda, Málaga, Tây Ban Nha | Phần Lan | 2–0       | 2–0     | Giao hữu            |
| 4 | 26 tháng 4 năm 1995  | Hrazdan, Yerevan, Armenia        | Armenia  | 2–0       | 2–0     | Vòng loại Euro 1996 |